# Antanimora Sud
Antanimora Sud of Antanimora Atsimo is een plaats en commune in het zuiden van Madagaskar, behorend tot het district Ambovombe, dat gelegen is in de regio Androy. Tijdens een volkstelling in 2001 telde de plaats 16.715 inwoners. De plaats is gelegen aan de Route nationale 13.
Bij de plaats bevindt zich lokaal vliegveld. De plaats biedt enkel lager onderwijs en beperkt middelbaar onderwijs aan. 52% van de bevolking werkt er als landbouwer en 45% houdt zich bezig met veeteelt. De meest belangrijke landbouwproducten zijn maniok en pinda's, overig belangrijk product is mais. Verder is 3% actief in de dienstensector.